# RoboCop (película de 2014)
RoboCop es una película de acción y ciencia ficción estadounidense de 2014, dirigida por José Padilha. Es una remake de la cinta homónima de Paul Verhoeven estrenada en 1987. La filmación se llevó a cabo en los Estudios Pinewood de Toronto, y en otras locaciones de Canadá, desde septiembre de 2012. También fue parcialmente rodada en Detroit. Está basada en un guion de Nick Schenk, Joshua Zetumer y James Vanderbilt. El reparto incluyó a Joel Kinnaman, Gary Oldman, Michael Keaton y Samuel L. Jackson. La película recrea la historia de un policía mitad humano, mitad máquina, empeñado en llevar la ley y el orden a su ciudad Se estrenó en 2014 tras un retraso de un año.

## Trama
La historia comienza en el año 2028, donde el poderoso magnate de medios Pat Nowak (Samuel L. Jackson) informa a la sociedad sobre el trabajo que viene realizando la multinacional OmniCorp, en cuanto a la prevención y preservación de la seguridad y la paz mundial. Este trabajo, se desarrollaría gracias a la implementación de drones militares a lo largo del mundo, exceptuando a los Estados Unidos, donde el senador Hubert Dreyfus (Zach Grenier) se opone, aludiendo una amenaza a la integridad de las personas. Por tal motivo, crearía una enmienda que prohíbe la implementación de drones entre la sociedad. 
Para demostrar lo contrario al senador Dreyfus, Nowak envía un equipo periodístico a Teherán, donde son acompañados por el agente Rick Maddox (Jackie Earle Haley), un mecánico y experto en armas creador de los drones EM-208 y ED-209, diseñados para el ejército norteamericano. Para que el equipo periodístico no corra riesgos, Maddox los equipa con brazaletes especiales, mediante los cuales los drones reconocen a sus agentes por la luz de color rojo que emiten, por lo que tanto Maddox como sus agentes y el equipo de periodistas pasan a ser conocidos como "agentes rojos". La humanidad es feliz en Teherán gracias a las obras maestras de Maddox, pero un terrorista llamado Arash (Meysan Motazedi) y su hijo Navid no están de acuerdo con la intervención de esos drones, por lo que deciden atacar y aprovechando la presencia del medio televisivo, Arash decide inmolarse frente a las cámaras con tal de demostrar la peligrosidad de los robots.
Por otra parte, en la estación de policía de Detroit, el agente de policía Alex Murphy (Joel Kinnaman) se encuentra en una dura entrevista con la jefa de la estación Karen Dean (Marianne Jean-Baptiste). El motivo de esta reunión, tiene que ver con lo ocurrido luego de un procedimiento en la investigación al peligroso traficante de armas Antoine Vallone (Patrick Garrow), en la cual Murphy y su compañero Jack Lewis (Michael K. Williams) serían víctimas de una emboscada en la cual este último saldría herido. Como consecuencia de esta situación, Dean aparta a Murphy y Lewis del caso y designa en él a los oficiales Daniels (K.C. Collins) y Lake (Daniel Kash). En realidad, Daniels y Lake trabajan como "topos" de Vallone dentro de la estación de policía, por lo que tras haberles tendido la emboscada a Murphy y Lewis, van e informan a su jefe que el primero continuaba siendo un peligro para sus planes. Al recibir la información, Vallone y su cómplice Marcus Price, deciden tenderle una violenta emboscada a Murphy para "limpiarlo". Para ello, aprovechan una visita que Murphy le hace a Lewis en el hospital donde se encuentra internado. Al regresar a su casa, Murphy descubre que se activa la alarma de su automóvil, pero cuando baja a querer apagarla, la bomba colocada por Price detona hiriéndolo mortalmente.
En Washington, Dreyfus discute de las máquinas con Raymond Sellars, director general de Omnicorp (Michael Keaton). Después en Omnicorp Pope (Jay Baruchel), Liz Kline (Jennifer Ehle) y Sellars deciden hacer "A un hombre dentro de una máquina" Acuden al Dr. Dennet Norton (Gary Oldman) y su compañera Kim (Aimee Garcia) y lo convencen. Alex, su esposa Clara (Abbie Cornish) y su hijo David (Joel Paul Ruttan) son una familia feliz hasta que Alex queda herido por el plan de Vallon. O sea una explosión.
La corporación ve una oportunidad de oro con Murphy y utiliza su tecnología para producir una unidad policíaca parte hombre, parte máquina, a la que llaman RoboCop. Tres meses más tarde Alex sueña con su familia pero realmente esta en una sede de Omnicorp en China. Trata de escapar, pero Kim lo apaga. Mattox, a pesar de entrenarlo no está de acuerdo ya que él creó a los EM-208, robots de batalla. Le dan rifles M2 y TCR 66 para un simulacro, que Murphy pierde contra un EM-208.
Sellars quiere que Norton lo remodele y lo haga más máquina que hombre, para ganar dinero. En China le hacen una segunda prueba con Mattox y 53 EM-208, Murphy gana y vuelve a Detroit Lo presentan pero la vida de Murphy cambió. Norton le quita la habilidad de los sentimientos y comienza a preparar su cerebro para convertirlo en una verdadera base de datos, sobre distintos crímenes ocurridos en Detroit. Mientras este proceso ocurre, en la explanada de OmniCorp, las autoridades de la empresa junto al alcalde se preparan para encabezar un importante acto de presentación. Sin embargo, cuando Murphy ya llevaba más de 600 casos de detención almacenados en su cabeza, la aparición de las imágenes del atentado que sufriera en la puerta de su casa provoca en él un colapso nervioso que anula todo su sistema, cayendo inconsciente en el suelo. Ante las presiones de la directiva de OmniCorp, Norton comienza a manipular la personalidad de Murphy, haciéndolo hasta un 2% humano, con tal de que resista las emociones que le generaban las imágenes de su atentado. Los resultados fueron muy perjudiciales para su familia, ya que al haber sido concentrado en casi un 100% en su tarea, la anulación de sus emociones provocaron que comience a ignorar a Clara, a David y a Jack. Tras haber "recuperado" a Murphy, el alcalde de Detroit lo presenta oficialmente. Sin embargo, al estar tan concentrado en su tarea, comienza a buscar entre la multitud casos de arresto, dando exitosamente con el fugitivo Thomas King, a quien termina reduciendo y deteniendo.
Su actuación provocó que Sellars ordene a Norton que Murphy permanezca en las calles, para lo cual envía al doctor a solicitar a la familia de Alex que se mantenga alejada. Ante esta medida y no soportando el repentino cambio de actitud de su esposo, Clara decide encarar a Alex diciéndole los problemas por los que está pasando, entre ellos el hecho de que David abandonara la escuela, aún traumatizado por el destino de su padre. Todas estas alternativas comienzan nuevamente a despertar al humano dentro de Alex, quien decide iniciar por su cuenta una investigación para dar definitivamente con Vallone. Apelando a sus recuerdos, consigue dar con Jerry White, un empleado de poca monta de Vallone, a quien somete a un interrogatorio a la fuerza. Finalmente, White confiesa diciendo que si bien no conocía a Vallone en persona, sí conocía a su chofer, Marcus Price. Al anochecer, Murphy consigue hallar el escondite de Vallone, gracias al rastreo del celular de Price e ingresa a los hangares provocando una verdadera matanza. Al finalizar esa matanza, descubre a Vallone, sobre quien se termina cobrando venganza, despachándolo.
Sin embargo, con el asesinato de Vallone, Murphy logra echar luz sobre la realidad que bloqueaba sus investigaciones al traficante, cuando descubre a través de un registro de huellas que dos agentes de la policía estaban implicados en el caso, y eran nada más ni nada menos que Lake y Daniels, los mismos por quienes la jefa Dean había reemplazado a Murphy y Jack Lewis de la investigación. Alex y Jack irrumpen en la estación de polícias y encaran a ambos oficiales, siendo Lake es asesinado por Alex. Su acto provoca que Daniels confiese la realidad atemorizado, indicando que Dean también estaba implicada en el caso, al haber puesto a Lake y Daniels al frente del caso ofreciéndole de esta manera, protección a Vallone. Murphy reduce a Daniels y lo deja a cargo de Lewis, mientras va a buscar a Dean para que confiese ante toda la estación la verdad, sin embargo cuando iba a lograrlo, Mattox (que lo estaba monitoreando) apaga su sistema y le explica a Sellars lo sucedido.
Pat anuncia sobre la votación del senado para remover la ley Dreyfus. Al día siguiente en Omnicorp, se ve que el verdadero villano es Sellars ya que ahora quiere matar al RoboCop porque cree que lo descubriría con lo del homicidio. Clara se ve en televisión y Sellars la manda a llamar. Norton llega y le alega a Raymond pero él lo convence. En la noche Liz llega y se lleva a Clara y a David, Alex deja de confiar en Norton y se dirige a Omnicorp porque Raymond lo intentó matar. La ley Dreyfus ya fue removida. Lewis y otros policías llegan a Omnicorp, Sellars habla con Clara pero ella estaba molesta, cuando ella y David iban a irse un policía malo no los deja salir y Sellars los manda a llamar. Alex llega a Omnicorp y se enfrenta con los ED-209, Jack y otros policías también llegan a Omnicorp. Alex se sube a uno de los robots y lo mata pero este le cae encima. Para liberarse, Alex se corta su brazo robótico y trata de huir pero los ED-209 no lo dejan.  Lewis y los otros policías llegan para entretener a los robots, dando espacio a Alex para escapar. 
Sellars le dice a Clara que la parte humana de Alex murió pero su parte robótica está fuera de control y ataca el edificio. Por otra parte, da aviso a Mattox sobre el avance de Murphy, informándole que ya cruzó el lobby y se dirigía hacia él. Finalmente, Alex se enfrenta a Mattox, pero este finge dejarlo ir, para luego comenzar a manipularlo. Alex intentó defenderse, pero para su sorpresa, Mattox llevaba puesto un brazalete de "agente rojo", lo que inhibía toda posibilidad de ataque por parte de Alex. Aprovechándose de esta situación, Mattox comienza a tratar a Alex como una marioneta y junto a un socio comienzan a humillarlo, hasta dejarlo en condición de ser abatido. Sin embargo, Lewis logra llegar hasta el sitio donde Mattox retenía a Alex, produciéndose una balacera donde Mattox y su socio son abatidos, pero a su vez, Lewis recibe una herida de parte del propio Mattox. Alex se acerca a su compañero y tras escanear su anatomía, le informa que la herida no reviste gravedad. Paso siguiente, continua su camino en búsqueda de su familia.
Por su parte, Sellars se lleva a la familia de Alex hacia el helipuerto de la azotea, donde planea escapar con sus rehenes. Sin embargo, Alex también llega y aleja a los hombres que estaban a cargo del helicóptero. Pero cuando se disponía a arrestar a Sellars bajo los cargos de homicidio, vuelve a caer en la trampa de los brazaletes rojos, ya que Sellars llevaba uno puesto. Alex comienza una titánica lucha contra su parte mecanizada, con el fin de eliminar a su oponente, logrando finalmente imponer su voluntad humana. Ante esto, Sellars se prepara para disparar a Alex, recibiendo la respuesta mutua de este último, resultando muerto Sellars y Alex desactivado.
Tras los sucesos que desembocaron en la desaparición de OmniCorp, el Senado dio luz verde a la ratificación de la
Ley Dreyfus, lo que provocó la airada reprobación de parte de Pat Novak, quien no ahorra en palabras para expresar su rechazo. Tras ello, Norton se hace cargo de los laboratorios que quedaron de OmniCorp, donde a su vez conserva a Alex, a quien termina reconstruyendo y permitiéndole volver a reunirse con su familia.

## Reparto
- Joel Kinnaman como Alex Murphy/RoboCop, un oficial de policía que quedó gravemente herido en una explosión y se transforma en RoboCop.[7][5][4][6][2][3]
- Gary Oldman como el doctor Dennet Norton, el científico que crea el cyborg.[7][5][4][6][2][3]
- Samuel L. Jackson como el carismático magnate de los medios Pat Novak.[7][5][4][6][2][3]
- Abbie Cornish como Clara Murphy, esposa de Alex.[5]
- Jackie Earle Haley como Mattox, un estratega militar encargado de entrenar a RoboCop (Villano).[7][5][4][6]
- Jay Baruchel como Pope, el jefe de marketing de Omnicorp.[7][5][4][6]
- Michael Keaton como el villano principal Raymond Sellars, director general de OmniCorp.[7][5][4][6][3]
- Aimee Garcia como Kim, una científica que trabaja con el doctor Robert Norton.[5]
- Michael Kenneth Williams como Jack Lewis, compañero de Alex.[7][5][4][6]
- Jennifer Ehle como Liz Kline.[7][5][4][6]
- Marianne Jean-Baptiste como Karen Dean, jefa de la policía de Detroit.[7][5][4][6]
- Douglas Urbanski como el alcalde de Detroit.[5]
- Meysam Motazedi como Arash.[5]
- WBBrown II como AC Freeman.[5]'

Michael Fassbender, Matthias Schoenaerts y Russell Crowe fueron considerados para interpretar a Robocop. Hugh Laurie rechazó encarnar al villano de la cinta. Se rumoreó que Clive Owen integraría el reparto.

## Antecedentes
Sony Pictures anunció por primera vez que estaba trabajando en una nueva película sobre Robocop a finales de 2005. En noviembre de 2006, Bloody Disgusting informó de que la versión de RoboCop había sido cancelada. En marzo de 2008, sin embargo, RoboCop se mencionó en un comunicado de prensa de MGM en relación con las franquicias que se desarrollarían en el futuro. Un cartel de la MGM que apareció en la Licensing International Expo de junio de 2008 decía: "RoboCop llega en 2010". El estudio se reunió con Darren Aronofsky para discutir la posibilidad de la dirección de la película. En la Comic-Con San Diego 2008, Aronofsky fue confirmado para dirigir la película de Robocop de 2010, con David Self escribiendo el guion. Sin embargo, la fecha de lanzamiento se pospuso a 2011. El 23 de julio de 2009, en la Comic-Con San Diego, MGM estaba claramente presente en la convención, pero cuando se les preguntó sobre la película RoboCop de 2010, los representantes de MGM confirmaron que no habría ninguna promoción o información sobre la película en la convención de ese año, salvo la confirmación de que la película iba a ser aplazada hasta el verano septentrional de 2010 o una fecha posterior, debido a los proyectos en conflicto con el director Darren Aronofsky. Cuando se les preguntó si Aronofsky seguía siendo considerado o si había sido designado para dirigir la película, los representantes de MGM dijeron que no podían confirmar ni negar si Aronofsky estaba conectado con el proyecto en ese momento. En aquel entonces se hablaba de que Aronofsky daría un giro intelectual al guion, centrándolo en el hombre-máquina.
El 5 de enero de 2010, el sitio web de cine y entretenimiento Moviehole informó que la versión de RoboCop de 2011 estaba en espera y que Darren Aronofsky estaba todavía como director. Sin embargo, una vez que los ejecutivos de MGM, y en particular Mary Parent, presidenta de la compañía, vieron el inmenso éxito de la película Avatar de James Cameron, estaba claro que ellos querían una película en 3D para el nuevo Robocop.
Durante 2010, MGM estuvo sumida en una fuerte crisis y a punto de quebrar, muy fatigada por los enormes costos de Casino Royale y Quantum of Solace. Ante este panorama, varios proyectos fueron cancelados, entre ellos la versión de RoboCop. Ante la incertidumbre de MGM, Darren Aronofsky tuvo que tomar otros proyectos.
El 18 de febrero de 2011, MGM anunció que todavía tenía planes para la versión de RoboCop. El 2 de marzo de 2011, se anunció que el director brasileño José Padilha sería el encargado de dirigir en lugar de Darren Aronofsky, principalmente debido a su éxito comercial con Tropa de élite y Tropa de élite 2. El 11 de marzo de 2011, Sean O'Neal de The AV Club afirmó que Joshua Zetumer crearía el guion.

## Preproducción
El 12 de abril de 2011, screenrant.com informó sobre los rumores de que MGM estaba buscando a estrellas como Tom Cruise, Johnny Depp y Keanu Reeves para que protagonizaran el papel principal de Alex Murphy/Robocop en la próxima versión. El 16 de junio de 2011, el sitio web de entretenimiento Comingsoon.net publicó una película promocional para promover una futura versión de RoboCop que reinventara la franquicia. El material promocional tenía pocos detalles de la película, pero afirmó claramente que MGM estaba decidida a estrenar en 2013 y que José Padilha sería el director. Con respecto al guion, Padilha consideró que se apegaría al original, que no reinterpretaría la obra del director Paul Verhoeven, y que nunca leyó el tratamiento que Darren Aronofsky estaba dando al guion durante la fuerte crisis de MGM, con lo que confirmaba que haría su propia versión de Robocop.
La lista de los actores que competían por el papel protagónico incluía a Michael Fassbender, Matthias Schoenaerts y Russell Crowe. El 3 de marzo de 2012 se confirmó que el actor Joel Kinnaman interpretaría el papel principal, y el 9 de marzo se anunció que el lanzamiento sería el 9 de agosto de 2013. Hugh Laurie fue llamado a desempeñar el papel del CEO de OmniCorp el 13 de junio de 2012. Sin embargo, estos planes fracasaron. Clive Owen estaba en carrera para sustituirle hasta que Michael Keaton obtuvo el papel, en agosto de 2012. Edward Norton, Sean Penn, Gael García Bernal, y Rebecca Hall fueron considerados inicialmente para los papeles de Robert Norton, Novak, Lewis Jack y Ellen Murphy, respectivamente. Los roles terminaron siendo para Gary Oldman, Samuel L. Jackson, Michael Kenneth Williams, y Abbie Cornish. Jackie Earle Haley firmó oficialmente en julio de 2012 para interpretar a un militar llamado Maddox, responsable de entrenar al RoboCop de Kinnaman. Jay Baruchel fue contratado el 25 de julio de 2012 para interpretar a Pope, un ejecutivo de marketing de la megacompañía OmniCorp. El personaje ED-209 aparecería en la nueva versión sin grandes cambios, apegándose a la versión original.

## Producción
La producción comenzó en septiembre de 2012. La filmación se inició en Toronto. Fotos de Joel Kinnaman en el traje de RoboCop fueron publicadas en línea. El rodaje en Hamilton, Ontario, comenzó el lunes 24 de septiembre por cinco noches. Las calles fueron cerradas por cada uno de esos días desde las seis hasta las siete de la mañana. El equipo construyó un restaurante falso para una escena de persecución. Antes del estreno, muchos creían que en dicho lugar Alex Murphy sería abatido, lo que estaba errado. Un portavoz de MGM confirmó que la película sería parcialmente rodada en Detroit.
En octubre de 2012, la fecha de estreno fue aplazada para febrero de 2014.

## Promoción
El tráiler presentó un video promocional de OmniCorp, el conglomerado multinacional encargado de construir las máquinas que vigilarán las ciudades, garantizando la ausencia de crímenes. En el clip se anunciaba un próximo lanzamiento, que, obviamente, debía ser el cyborg policía. El 5 de septiembre de 2013 fue presentado el primer tráiler oficial del nuevo RoboCop.
El póster de la película mostró el complejo CTBA de Madrid.

## Estreno
Se estrenó el 30 de enero en Malasia, Singapur y Taiwán, el 7 de febrero en el Reino Unido, y el 12 de febrero en Estados Unidos.

## Secuela cancelada y reinicio
El 11 de septiembre de 2015, Den of Geek informó que Sony estaba trabajando en una secuela. Sin embargo, en julio de 2018, se anunció que la serie volvería a reiniciarse con una película dirigida por Neill Blomkamp, titulada RoboCop Returns, que servirá como secuela de la película original de Verhoeven e ignorará los eventos de las secuelas anteriores y el reinicio de 2014.